# Psydrax moggii
Psydrax moggii är en måreväxtart som beskrevs av Diane Mary Bridson. Psydrax moggii ingår i släktet Psydrax och familjen måreväxter.
Artens utbredningsområde är Moçambique. Inga underarter finns listade i Catalogue of Life.